# 224. Infanterie-Division (Deutsches Kaiserreich)
Die 224. Infanterie-Division war ein Großverband der Preußischen Armee innerhalb des Deutschen Heeres im Ersten Weltkrieg.

## Geschichte
Die Division wurde am 3. Oktober 1916 an der Ostfront zusammengestellt und war dort bis Ende September 1918 im Einsatz. Dann erfolgte die Verlegung an die Westfront. Nach Kriegsende kehrte der Verband in die Heimat zurück, wo zunächst die Demobilisierung und schließliche Auflösung bis Mitte Januar 1919 durchgeführt wurde. Einziger Kommandeur des Großverbandes war der preußische Generalmajor/Generalleutnant Hans Rüstow.

### Gefechtskalender

#### 1916
- 10. Oktober bis 3. November – Stellungskämpfe zwischen Krewo, Smorgon, Naratschsee-Tweretsch
- 03. bis 4. November – Schlacht bei Kowel
- ab 5. November – Stellungskämpfe am oberen Styr-Stochod

#### 1917
- bis 1. Dezember – Stellungskämpfe am oberen Styr-Stochod
- 02. bis 17. Dezember – Waffenruhe
- ab 17. Dezember – Waffenstillstand

#### 1918
- bis 18. Februar – Waffenstillstand
- 18. Februar bis 21. Juni – Kämpfe zur Unterstützung der Ukraine
- 22. Juni bis 1. Oktober – Besetzung der Ukraine
- 27. September bis 5. Oktober – Transport nach dem Westen
- 05. bis 10. Oktober – Stellungskämpfe in der Woëvre-Ebene und westlich der Mosel
- 11. Oktober bis 11. November – Stellungskämpfe in der Woëvre-Ebene
- ab 12. November – Rückmarsch durch Lothringen, die Rheinprovinzen und die Pfalz während des Waffenstillstand

## Kriegsgliederung vom 5. März 1918
- 216. Infanterie-Brigade
  - Landwehr-Infanterie-Regiment Nr. 19
  - Landwehr-Infanterie-Regiment Nr. 61
  - Landwehr-Infanterie-Regiment Nr. 429
  - 4. Eskadron/Jäger-Regiment zu Pferde Nr. 10
- Artillerie-Kommandeur Nr. 224
  - Reserve-Feldartillerie-Regiment Nr. 284
- Pionier-Bataillon Nr. 224
- Divisions-Nachrichten-Kommandeur Nr. 224